# Serralada Bismarck

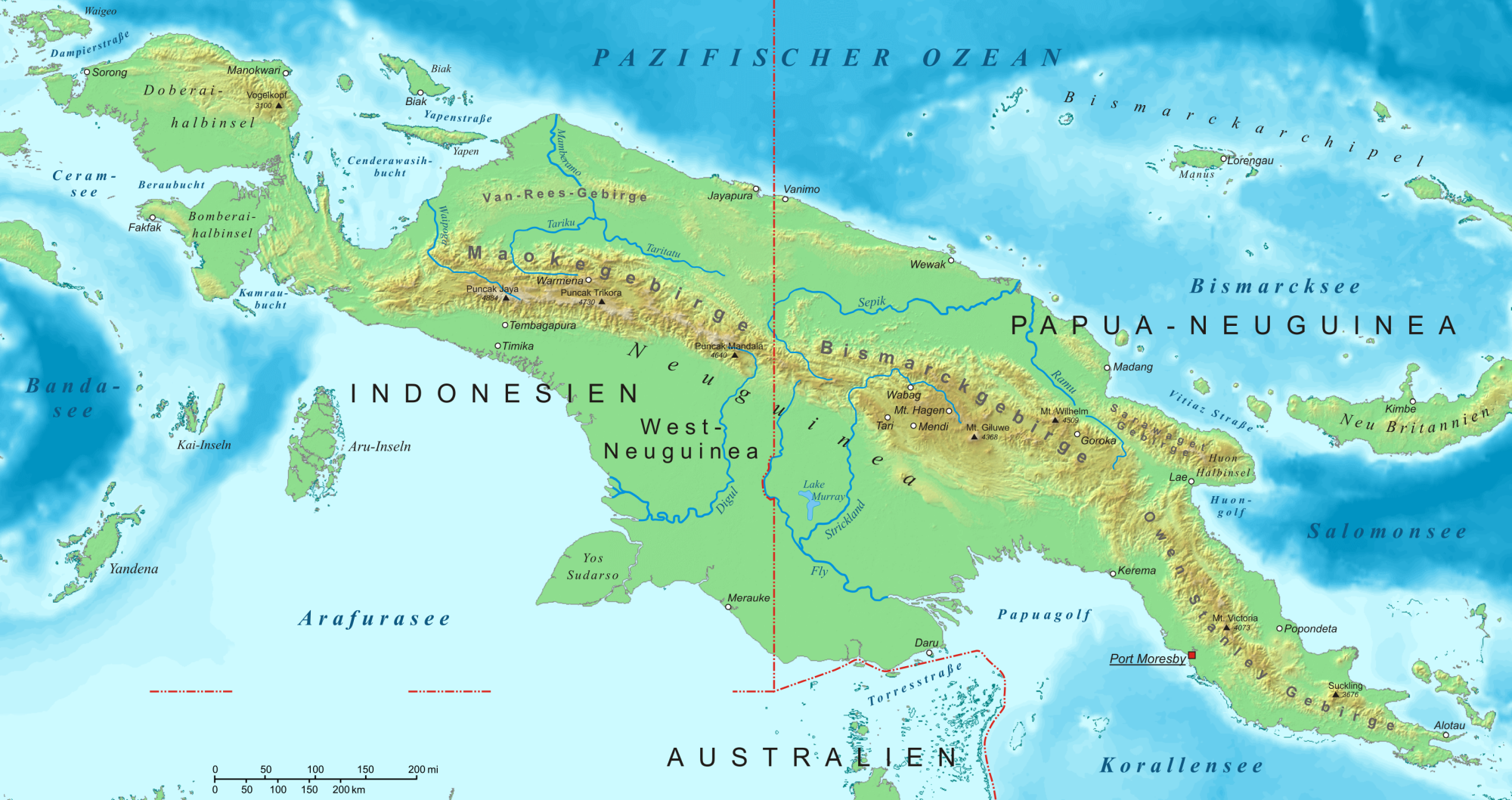
Mapa de Nova Guinea amb la serralada Bismarck

La Serralada Bismarck és una serralada muntanyosa als altiplans centrals de Papua Nova Guinea. La serralada rep aquest nom en honor del canceller alemany del segle xix, Otto von Bismarck. Des de la dècada de 1880 a 1914 aquesta part de l'illa formava part de l'imperi alemany com a colònia.
La serralada Bismarck pertany a la cadena central de muntanyes de Nova Guinea i està situada principalment a la província de Madang.
A l'oest de la serralada neix el riu Ramu, el més important de la província de Madang i que és navegable en el seu curs baix. A l'oest neix el riu Yuat, un afluent important del riu Sepik.
Parts de la serralada estan sota la protecció del Parc Nacional del riu Bayır.
Un dels assentaments humans més importants a la vora de la serralada és Bundi Samiri.
El punt més alt és Mont Wilhelm amb 4,509 m. Per sobre dels 3.400 m el paisatge té un clima alpí, més avall el clima és tropical. Al nord-oest de la serralada es troba el Mont Aiome a 2845 m d'altitud.